# Desvío Km 15
Km 15 es un desvío ferroviario en desuso que oficiaba de apeadero en el Departamento Deseado, Provincia de Santa Cruz, Argentina, perteneciente al Ferrocarril Patagónico que unía la ciudad de Puerto Deseado con la localidad de Las Heras.

## Toponimia
Su nombre deriva del punto kilométrico de 15.1 kilómetros que la separan de la estación matriz. Esta distancia fue simplificada a 15 para su uso facilitado.

## Infraestructura
En 1958 se indicó que este punto no fue notado con detalles técnicos y solo fue mencionado por su nombre en el punto kilométrico. Asimismo, no apareció en otros grandes itinerario que clasificaron a la mayoría de los puntos del ferrocarril como lo fuero los itinerarios de 1934, 1940 y 1945.
La ausencia de este punto en la mayoría de los itinerarios se puede deber a su tardía incorporación y quizás su corta existencia.
Solo el itinerario de 1948 nombra la existencia de este punto, pero sin detalles técnicos más que dejar en claro su función auxiliar para repartir las cargas; al ser necesario dejar vagones en estos desvíos para repartir el peso. Paradójicamente, es el único punto dejado a fuera de las precauciones permanentes de la línea que imponía bajas de velocidades drásticas al pasar por este tipo de desvíos.
El itinerarios  itinerario de 1960 señala a los desvío Km 8, Km 9 y Km 131 como puntos punto a considerar e imponía una velocidad a los vehículos ferroviarios de 5 kilómetros por hora.El itinerario dejó en claro que Km 8 rondaba los 200 metros, valor normal para un desvío en la época. No obstante, no brinda ningún detalle de Km 15; lo que sugiere que posiblemente cayera en desuso o se lo hubiera levantado ya para ese año.
Formaba parte del Ferrocarril Patagónico, como parte del ramal que iba de Puerto Deseado a Las Heras, inaugurado en el año 1914 y que originalmente estaba planeado para terminar en el Nahuel Huapi.

## Funcionamiento
El análisis de itinerarios de horarios lo largo del tiempo confirman que no fue de importancia o tuvo incorporación tardía. Sin embargo, era de carácter optativo; deteniéndose siempre las formaciones solo si había cargas o pasajeros interesados en este punto. De este análisis, surge que no fue nombrado en los sucesivos documentos: 1920 1928, 1930, 1934, 1936, 1938, 1940 y 1946.
El 10 de diciembre de 1948 fue presentado un itinerario que representó el momento de auge del ferrocarril, ya que se mostraron dos servicios de pasajeros y tres de cargas; de las cuales una fue completamente novedosa. En cuanto a los servicios de pasajeros, fueron ejecutados por trenes mixtos los lunes con salida desde estación Deseado a las 8 y las 9 y arribo a las Heras a las 17:45 y 18:00; mientras que los regresos se producían los miércoles desde las 7:30 y 9:00 con arribo a Deseado a las 16:30 y 17:30. En cambio, las cargas tuvieron uso condicional  en todos los casos. Se distinguieron con 3 frecuencias y dos tipos de viajes: la primera frecuencia de cargas salía los viernes desde las 8, pasaba por Km 15 a las 8:36 y arribo a Las Heras a las 18:00 (el viaje más rápido de este tipo) y la vuelta se producía el sábado en iguales términos que la ida. El segundo viaje era mucho más largo al partir martes, viernes y domingo de Deseado a las 12:00 y llegar a Las Heras a las 00:00; mientras que la vuelta se llevaba a cabo los martes, jueves y domingo o deforma optativa los lunes, miércoles y sábado desde las 16:00 con llegada a Deseado a las 4:00 a. m.. La última línea de cargas partía los jueves y sábado a las 14:00 desde Deseado, llegada a Km 15 a las 14:33 y arribaba a Pampa Alta a las 15:35; la vuelta se producía desde la 16:10 con arribo a Deseado a las 17:45. Además, había otro servicios de trenes auxiliares que recogía vagones dejados en los desvíos auxiliares por los otros dos servicios de cargas los martes, viernes y domingo desde Km 15 a 12:35 y arribo a Deseado a las 13:05.  Este servicio de carga fue descripto como auxiliar del servicio de los otros servicios de cargas anteriormente mencionadas, dado que los trenes debían repartir el peso de sus formaciones en Pampa alta y los desvíos previos a Deseado.  Este documento fue el primero en mencionar este punto y la aparición de los desvíos Km 15 y Km 131 que cumplían, junto con este desvío, función auxiliar de cargas y de parada para pasajeros. Llamativamente, Km 15 fue para obligatoria de todos los servicios de pasajeros y cargas.
El informe de horarios de noviembre de 1955 expuso la situación de poca relevancia de este apeadero o simplemente ya estaba levantado porque no fue aludido. En cambio, si apareció el vecino Km 8.
El desvío, aunque sin ser usado, fue paso de un paseo turístico que le volvió a dar vida a las vías del ferrocarril. Las reparaciones habrían permitido que una dresina pudiera circular por las vías del tramo Deseado - Tellier. El viaje estuvo a cargo de la asociación 20 de Septiembre y en 2013 transportó en sus recorridos al entonces gobernador Daniel Peralta. En 2016 se anunciaba que el museo de la estación abría de 9 a 12 hs y de 16 a 19. Además, por la tarde también se realizaba un paseo en zorra hacia Tellier que tuvo un valor de $50. Los viajes se ejecutaban para los sábados y fueron promocionados por la página municipal. Notoriamente, solo se llegó a solicitar la compra de algún artículo de la asociación ferroviaria para poder pasear en el vehículo ferroviario. El viaje dejó de ser anunciado por la asociación y la municipalidad desde entonces. Esto sugeriría su suspensión.